# Space Vol 1 & 2
Space Vol 1 & 2 – album koncertowy brytyjskiego zespołu hardrockowego Deep Purple. Koncert zarejestrowany w Niemczech 11 lipca 1970 na Hauptstadion Aachen w Akwizgranie. Nagranie pierwotnie wydane jako bootleg w roku 1970, następnie wznowione i oficjalnie wydane w 2001 roku w wersji CD.

## Lista utworów
Lista według Discogs:
| 1. | "Wring That Neck" (Ritchie Blackmore, Nick Simper, Jon Lord, Ian Paice) | 20:36   |
|    |                                                                         |         |
| 2. | "Black Night" (Ian Gillan, Blackmore, Roger Glover, Lord, Paice)        | 6:00    |
|    |                                                                         |         |
| 3. | "Paint It Black" (Mick Jagger, Keith Richards)                          | 11:42   |
|    |                                                                         |         |
| 4. | "Mandrake Root" (Rod Evans, Blackmore, Lord)                            | 33:37   |
|    |                                                                         |         |
|    |                                                                         | 1:11:55 |
|    |                                                                         |         |

## Wykonawcy
- Ian Gillan – śpiew, kongi
- Ritchie Blackmore – gitara
- Roger Glover – gitara basowa
- Jon Lord – instrumenty klawiszowe
- Ian Paice – perkusja